# Ад в клетка (2016)
Ад в клетка (2016) беше кеч pay-per-view (PPV) турнир и WWE Network събитие, продуцирано от WWE за марката Първична сила. Провежда се на 30 октомври 2016, в TD Garden, Бостън, Масачузетс. То е осмото събитие в хронологията на Ад в клетка.
Осем мача се провеждат по време на събитието, включително един в предварителното шоу. В първия някога женски главен мач на турнир на WWE, Шарлът побеждава Саша Банкс в първия женски мач в Адска клетка, печелейки Титлата при жените на Първична сила.

## Заден план
Събитието включва мачове, получени от сценични сюжети и имат резултати, предварително решени от WWE и марката Първична сила, една от марковите дивизии на WWE. Сюжетите се продуцират по седмичното телевизионно шоу на WWE, Първична сила.
На Сблъсъкът на шампионите, Кевин Оуенс побеждава Сет Ролинс и запазва своята Универсална титла на WWE, заради намесата от Крис Джерико. През следващите седмици, двамата продължават да се сбиват. Мач между Оуенс и Ролинс е уреден за Ад в клетка. На 10 октомври на Първична сила, Главният мениджър Мик Фоли и Пълномощничката Стефани Макмеън правят мача от вида мач в Адската клетка, за да превъзмогне намеси. На същата вечер, Ролинс побеждава Джерико, запазвайки мачът индивидуален. Ако Джерико беше спечелил, мачът щеше да стане Тройна заплаха.
На Сблъсъкът на шампионите, Роуман Рейнс печели Титлата на Съединените щати на WWE от Русев. На следващата вечер, на Първична сила, реванша между двамата приключва с двойно отборяване. На 3 октомври, Първична сила, жената на Русев, Лана, поисква реванш. Русев излиза и се бие с Рейнс, запращайки го извън барикадата и се опитва да избяга с титлата, но Рейнс неочаквано се завръща и го удря с Юмрукът на Супермен и обявява, че ще се бие с Русев в мач в Адска клетка, което по-късно е официално обявено.
На Сблъсъкът на шампионите, Шарлът побеждава Саша Банкс и Бейли и запазва своята Титлата при жените на Първична сила. На 3 октомври, на Първична сила, след като Бейли се бие зад кулисите с протежето на Шарлът, Дейна Брук Саша Банкс побеждава Шарлът и става шампионка при жените на Първична сила за втори път. Реванш е уреден за Ад в клетка а на 10 октомври, на Първична сила, Саша Банск предизвиква Шарлът на мач в Адската клетка, което Шарлът приема. Това по-късно е потвърдено от Мик Фоли, правейки това първият женски мач в Адската клетка.
Дейна Брук побеждава Бейли на 17 октомври, на Първична сила и я атакува на следващата седмица, по време на тяхната канадска борба. На 26 октомври, мач между двете е уреден за Ад в клетка.
На Сблъсъкът на шампионите, Ти Джей Пъркинс побеждава Брайън Кендрик и запазва своята Титла в полутежка категория на WWE. Кендрик атакува Пъркинс след мача и на следващия епизод на Първична сила го предизвиква на друг мач. На следващата седмица, Кендрик побеждава Пъркинс чрез предаване. На 10 октомври, на Първична сила, мач между двамата е уреден за Ад в клетка.
На Сблъсъкът на шампионите, последният мач в серията от седем мача за шампионска титла между Сезаро и Шеймъс приключва без победител. На следваща Първична сила, Фоли не позволява други мачове и определя Сезаро и Шеймъс като отбор срещу Отборните шампиони на Първична сила Нов Ден. На следваща седмица, двамата продължават да спорят. На 10 октомври, на Първична сила, мач за титлите между двата отбора е уреден за Ад в клетка.
На 10 октомври, на Първична сила, Люк Галоус и Карл Андерсън атакуват Ензо Аморе и Големият Кас. На следващата седмица, на Първична сила, Големият Кас побеждава Карл Андерсън. На 24 октомври, мач между двата отбора е уреден за Ад в клетка.
На 26 октомври, отборен мач между Седрик Алекзандър, Линсе Дорадо и Син Кара срещу Тони Нийс, Дрю Гулак и Ария Давари е уред за предварителното шоу на Ад в клетка.

## Мачове
| №                                                                                     | Резултати                                                                                               | Правила                                                   | Време |
| ------------------------------------------------------------------------------------- | --- | --------------------------------------------------------- | ----- |
| 1П                                                                                    | Седрик Алекзандър, Линсе Дорадо и Син Кара победиха Тони Нийс, Дрю Гулак и Ария Давари                  | Отборен мач между шестима                                 | 9:45  |
| 2                                                                                     | Роуман Рейнс (ш) победи Русев                                                                           | Мач в Адска клетка за Титлата на Съединените щати на WWE  | 24:35 |
| 3                                                                                     | Бейли победи Дейна Брук                                                                                 | Индивидуален мач                                          | 6:30  |
| 4                                                                                     | Люк Галоус и Карл Андерсън победиха Ензо Аморе и Големият Кас                                           | Отборен мач                                               | 6:45  |
| 5                                                                                     | Кевин Оуенс (ш) победи Сет Ролинс                                                                       | Мач в Адска клетка за Универсалната титла на WWE          | 23:15 |
| 6                                                                                     | Брайън Кендрик победи Ти Джей Пъркинс (ш) чрез предаване                                                | Индивидуален мач за Титлата в полутежка категория на WWE  | 10:35 |
| 7                                                                                     | Сезаро и Шеймъс победиха Нов Ден (Големият И и Ксавиер Уудс) (ш) (с Кофи Кингстън) чрез дисквалификация | Отборен мач за Отборните титли на Първична сила           | 11:15 |
| 8                                                                                     | Шарлът победи Саша Банкс (ш)                                                                            | Мач в Адска клетка за Титлата при жените на Първична сила | 22:25 |
| - (ш) – указва шампиона/шампионите в мача - П – показва, че мача се случи преди шоуто | |                                                           |       |